# Aisan Racing Team/Saison 2016
Dieser Artikel listet Erfolge und Fahrer des Radsportteams Aisan in der Saison 2016 auf.

## Abgänge – Zugänge
| Zugänge          | Team 2015          | Abgänge | Team 2016 |
| ---------------- | ------------------ | ------- | --------- |
| Ryutaro Aoyama   |                    |         |           |
| Hiroyuki Chihara |                    |         |           |
| Kazushige Haneda |                    |         |           |
| Hiroaki Harada   |                    |         |           |
| Shiki Kuroeda    | Nippo-Vini Fantini |         |           |

## Mannschaft
| Name                 | Geburtstag         | Nationalität |
| -------------------- | ------------------ | ------------ |
| Ryutaro Aoyama       | 7. Januar 1990     | Japan        |
| Takeaki Ayabe        | 5. September 1980  | Japan        |
| Hiroyuki Chihara     | 7. September 1989  | Japan        |
| Shimpei Fukuda       | 22. November 1987  | Japan        |
| Kazushige Haneda     | 15. Juni 1989      | Japan        |
| Hiroaki Harada       | 11. August 1993    | Japan        |
| Tomohiro Hayakawa    | 2. Januar 1990     | Japan        |
| Yoshimitsu Hiratsuka | 13. November 1988  | Japan        |
| Masakazu Itō         | 12. Juni 1988      | Japan        |
| Ryōhei Komori        | 26. September 1988 | Japan        |
| Shiki Kuroeda        | 8. Januar 1992     | Japan        |
| Yasuharu Nakajima    | 27. Dezember 1984  | Japan        |
| Hideto Nakane        | 2. Mai 1990        | Japan        |